# 尼娜·赖特迈尔
尼娜·赖特迈尔（德語：Nina Reithmayer，1984年6月8日—），奥地利女子雪橇运动员。她曾代表奥地利参加2006年、2010年和2014年冬季奥林匹克运动会雪橇比赛，其中2010年冬季奥运会获得一枚银牌。